# Stormyrtjärnen (Degerfors socken, Västerbotten, 715976-166065)
Stormyrtjärnen är en sjö i Vindelns kommun i Västerbotten och ingår i Umeälvens huvudavrinningsområde.